# Kady Brownell
Pour les articles homonymes, voir Brownell.
Kady Brownell (1842 - 14 janvier 1915) est une vivandière qui a aidé l'armée de l'Union pendant la guerre de Sécession. Elle suit son mari quand il a rejoint un régiment du Rhode Island. Elle s'entraîne avec les soldats. Elle combat lors de bataille et aide les blessés. Lors de la première bataille de Bull Run, elle maintient le drapeau en hauteur alors même que les balles confédérées fusent.

## Biographie

### Avant la guerre
Kady Brownell naît en 1842 dans une tente sur un camp de l'armée britannique a Kaffraria, en Afrique du Sud d'une mère française et d'un père écossais. Son père, le colonel George Southwell, est en manœuvres à l'époque. Elle est baptisée d'après l'ami de son père, Sir James Kady. Sa frêle mère meurt peu de temps après sa naissance. Elle est adoptée et élevée par un couple jusqu'à ce qu'ils immigrent à Providence, Rhode Island, où elle est élevée ensuite par la famille et les amis. Au début des années 1860, elle travaille comme tisserand dans les usines de Providence, où elle rencontre et est tombe amoureuse de Robert Brownell. Elle l'épouse en mars 1861.

### Guerre de Sécession
Avec le déclenchement de la guerre de Sécession en avril 1861, Robert rejoint le 1st Rhode Island Infantry, régiment levé pour une durée de trois mois. Kady est déterminée à servir avec lui alors que le régiment pat pour Washington. Le colonel Ambrose Burnside refuse sa demande. Elle approche alors le gouverneur Sprague, qui accepte de soutenir sa requête et elle rejoint Robert. Le colonel Ambrose Burnside, le commandant du régiment, la nomme « Fille du Régiment » et porte-drapeau.
Elle porte un uniforme modifié : jupe jusqu'aux genoux, pantalon noir et des bottes. Elle porte une épée à la ceinture et un fusil qu'elle apprend à bien manier rapidement.
Elle participe activement à la première Bataille de Bull Run (1861). Lors de cette bataille, elle se positionne à la garde du drapeau et tient la position jusqu'à ce qu'un soldat d'un régiment de Pennsylvanie ne l'emmène vers l'arrière. Après s'être ré-enrôlée en octobre 1861 dans le 5st Rhode Island Infantry avec son nouveau mari Robert Brownell, elle participe à la bataille de Roanoke Island et à la bataille de New Bern (1862). Lors de cette dernière, le 5th Rhode Island Infantry est encerclé par des unités de l'armée de l'Union qui se méprennent sur l'appartenance du régiment. Elle a demandé d'être le porte-drapeau. Kady Brownell court, portant les couleurs du régiment, à découvert afin d'éviter un tir fratricide. Alors que son mari est sérieusement blessé à New Bern, il le soigne, ainsi que de nombreux autres soldat fédéraux et confédérés.

### Après la guerre
À la suite de la guerre de Sécession, elle est la seule femme à recevoir les documents de libération de l'armée de l'Union. En septembre 1870, elle devient membre du poste #3  Elias Howe Jr de la Grande Armée de la République à Bridgeport, au Connecticut. Elle présente une demande de pension de retraite en 1882, et reçoit 8,00 $ par mois à compter de 1884.
Elle 1905, elle est interviewée par un journaliste du New York Times qui publie son histoire et une lettre du général Burnside à Kady Brownell qui fait mention de son acte héroïque à New Bern qui a sauvé le régiment du désastre.
Kady meurt le 4 janvier 1915 à la maison du corps de secours des femmes à Oxford, New York. Un service funèbre se tient dans la ville de New York, le 7 janvier, puis son corps est envoyé à Providence en bateau à vapeur pour un deuxième service funéraire. Elle est enterrée dans le cimetière Nord de Providence.
Cependant, son mari est enterré dans une tombe non marquée dans le cimetière Est de Harrisburg, en Pennsylvanie.